# Nyepi

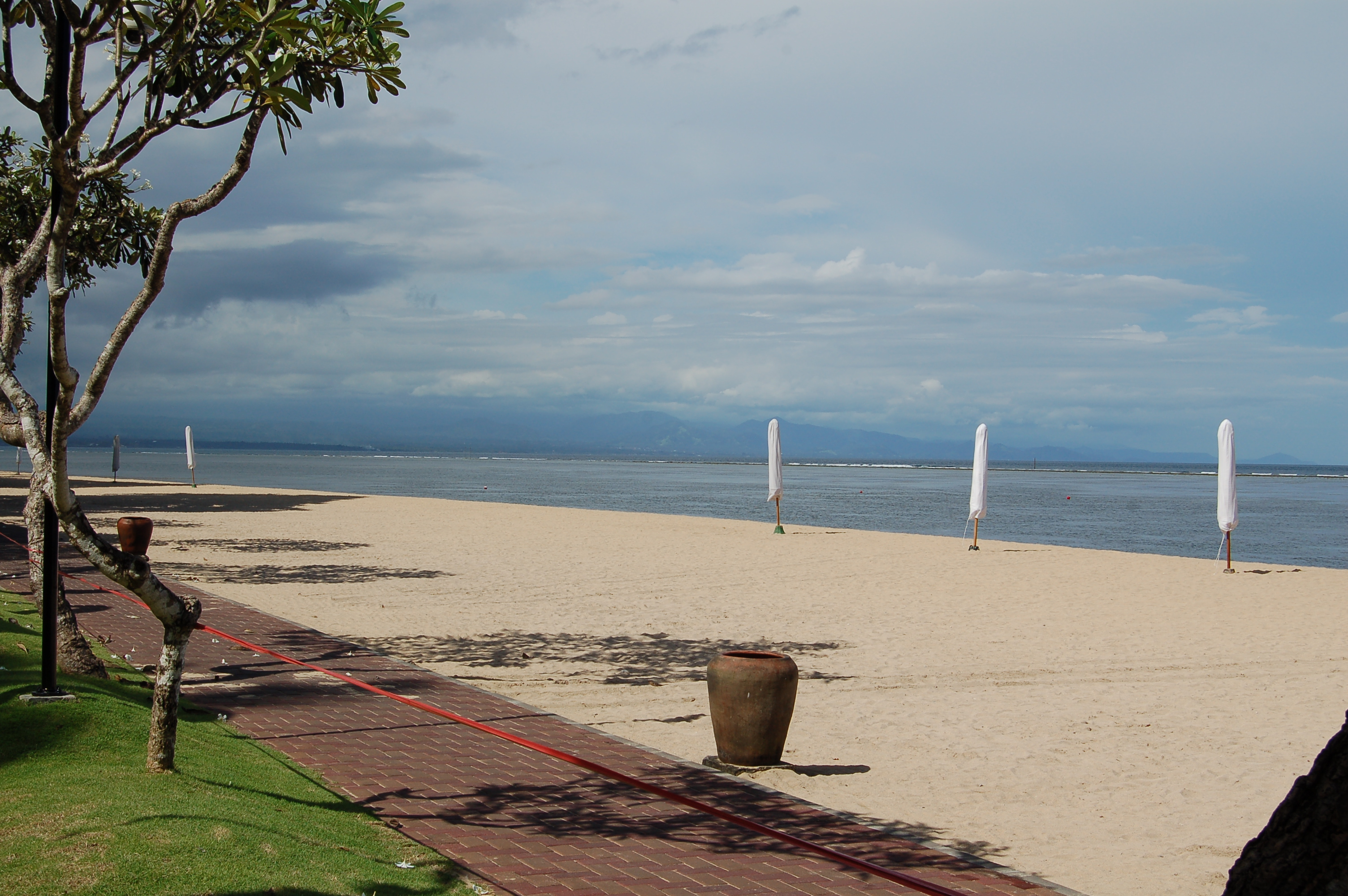
Praia completamente deserta em, na costa sul do Bali, durante o Nyepi de 2008. Durante esse dia, a atividade humana é reduzida ao máximo em toda a ilha.

O Nyepi, também conhecido como Dia do Silêncio, é uma festividade hindu balinesa que se comemora sobretudo na ilha indonésia do Bali, no Isakawarsa (o dia de ano novo no calendário Saka balinês). É um feriado público na Indonésia, durante o qual os balineses fazem silêncio, jejuam e não saem de casa. Em 2019 celebra-se no dia 7 de março e em 2020 em 25 de março. Corresponde ao Ugadi celebrado em algumas partes do Decão, Índia no ano novo hindu.
Em sentido mais lato, o Nyepi inclui, além do dia do silêncio e de ano novo, os seguintes rituais: Melasti, Bhuta Yajna, Ngembak Geni (ou Ngembak Agni ou Labuh Brata), Yoga (ou Brata), Ngembak Geni e Dharma Shanti.
O Nyepi propriamente dito dura desde as 6 horas da madrugada do dia de ano novo até às 6 horas da manhã do dia seguinte. Por ser um dia reservado para a autorreflexão,tudo o que possa interferir com esse propósito está restringido. As principais restrições são não acender fogos ou luzes fortes, não trabalhar, não ter quaisquer atividades recreativas, não viajar e, para alguns, nem sequer falar ou comer o que quer seja. O efeito destas proibições é que as ruas e avenidas do Bali, habitualmente fervilhantes de atividade, ficam vazias, praticamente não se houvem ruídos de televisão ou rádio e até dentro das casas há poucos sinais de atividade. As únicas pessoas que se vêm na rua são os Pecalang, os seguranças tradicionais, que patrulham as ruas para assegurar que as proibições são cumpridas.
Não obstante o Nyepi ser um feriado sobretudo hindu, os residentes não hindus e turistas normalmente não estão dispensados de cumprir as restrições. Estas não se aplicam ao interior dos hotéis, mas ninguém pode sair à rua ou ir para as praias, e o único aeroporto do Bali permanece encerrado durante todo o dia. As únicas exceções são para os veículos de emergência para situações de risco de vida ou de parturientes.

## Rituais

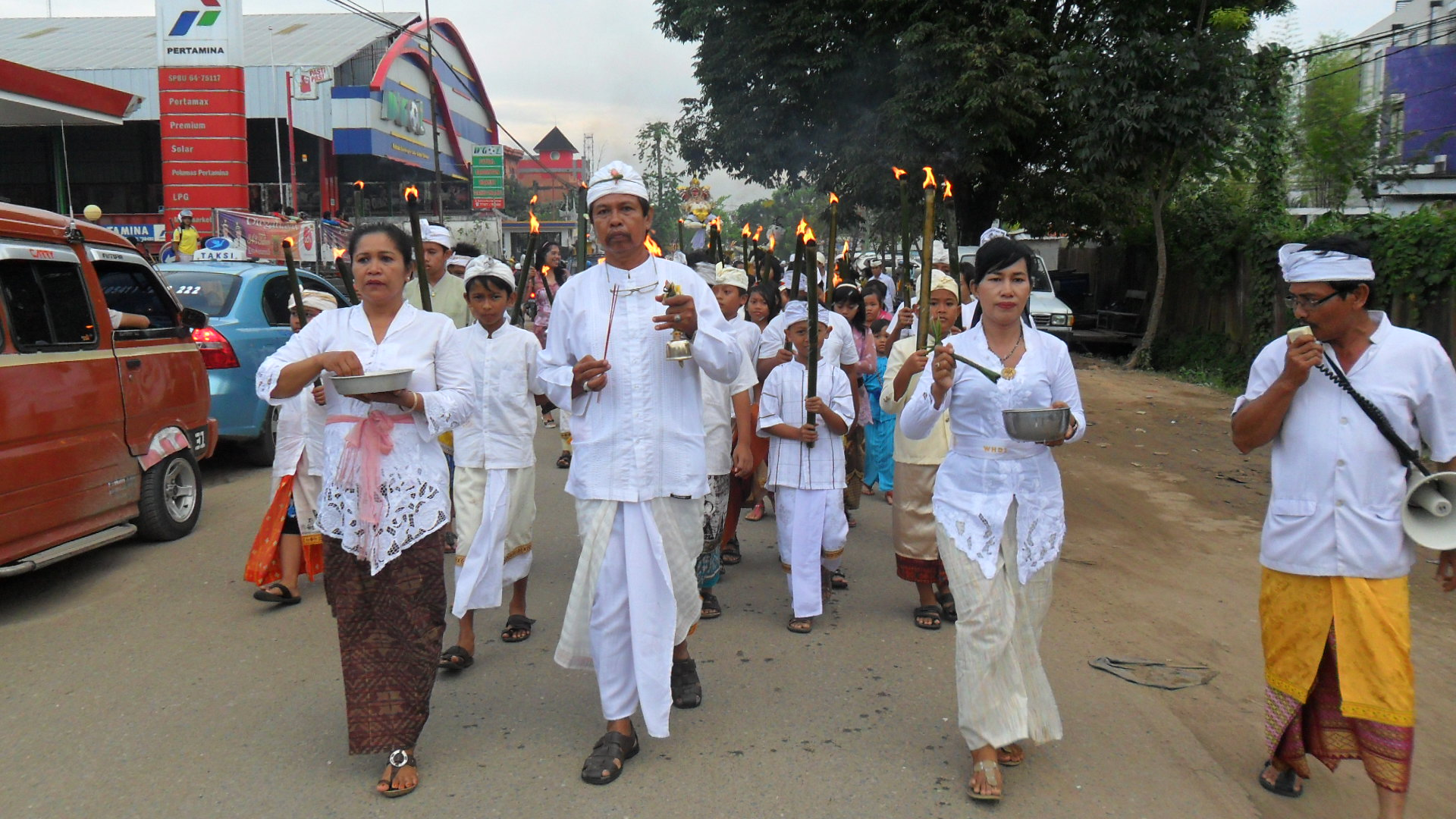
Tawur Kesanga, uma procissão ritual que se realiza na véspera do Nyepi. As crinaças levam tochas acesas, com que acendem fogos para queimar simbolicamente os monstros ogoh-ogoh que representam espíritos maléficos.

Dois a quatro dias antes Nyepi é realizado o ritual do Melasti, dedicado a Sanghyang Widi Wasa, a deusa suprema do panteão hindu balinês. É realizado nos Pura Sengara (templos hindus perto do mar) e destinam-se a purificar os Arca, Pratima e Pralingga (objetos sagrados) pertencentes a diversos templos e a recolher água sagrada do mar.
Segue-se o ritual Bhuta Yajna, realizado para derrotar os elementos negativos e criar um equilíbrio entre Deus, a humanidade e a natureza. Destina-se também a apaziguar Batara Kala, a divindade hindu balinesa e javanesa do submundo, através do Pecaruan (purificação através de oferendas) e sacrifício de animais (Tawur Kesanga e Caru). Aproximadamente ao pôr do sol, tem lugar a cerimónia do Pengrupukan, que começa dentros das casas com bater ruidosamente em panelas e bambus ao mesmo tempo que se queimam tochas feitas de folhas secas de coqueiro, para afastar os demónios. Na maior parte das aldeias balinesas hindus são feitos ogoh-ogoh, bonecos demoníacos gigantes feitos de bambu ricamente pintados, tecido, ouro falso e poliestireno extrudido, que simbolizam os elementos negativos, espíritos maléficos ou até figuras da mitologia hindu. Depois de desfilarem na aldeia, os ogoh-ogoh são geralmente queimados em cemitérios, embora muitos fiquem em exposição em frente a edifícios comunitários por um mês ou mais e por vezes sejam até comprados por museus e colecionadores privados.

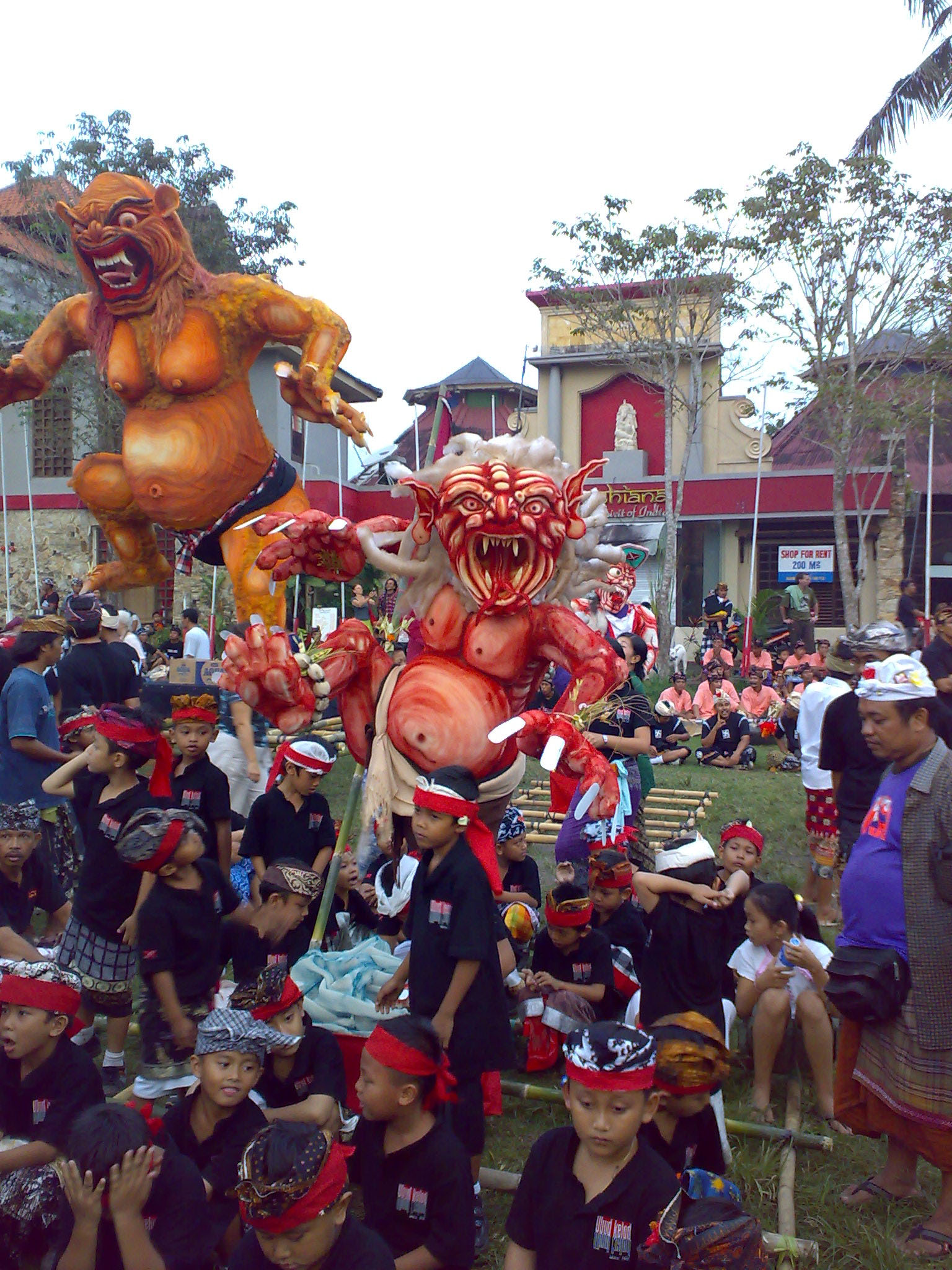
No último dia do ano, antes do Nyepi, as festividades incluem procissões de Bhuta (demónios).

Os rituais do Nyepi propriamente ditos consistem no seguinte:
- Amati Geni — não há fogo nem luz, nem eletricidade
- Amati Karya — não se trabalha
- Amati Lelunganan — não se viaja
- Amati Lelanguan — não há festas, animação ou entretenimentos pessoais

Durante o dia do Nyepi celebra-se o ritual Yoga/Brata, que começa às 6 da manhã e termina à mesma hora do dia seguinte.
No Ngembak Geni ("Reacender o Fogo"), o dia a seguir ao Nyepi, as atividades sociais são retomadas rapidamente. Nesse dia realiza-se o ritual Ngembak Agni/Labuh Brata, no qual as famílias e amigos se juntam para pedirem perdão uns aos outros, dar as boas vindas aos dias que virão e realizarem certas rituais religiosos em conjunto. Os fogos e eletricidade são novamente autorizados e volta-se a preparar comida.
As festividades terminam com os rituais Dharma Shanti.